# Lipina
Lipina (deutsch Lippein) ist eine Gemeinde in Tschechien. Sie liegt drei Kilometer nordöstlich von Šternberk und gehört zum Okres Olomouc.

## Geographie
Lipina befindet sich in der zum Niederen Gesenke gehörenden Domašovská vrchovina (Domstadtler Bergland) im Tal des Baches Sprchový potok bzw. Lipinský potok. Nordöstlich erhebt sich der Oldřichovský kopec (Ulrichsdorfberg, 627 m), im Osten die Slunečná (627 m) und südöstlich der Větrník (564 m). Durch den Ort führt die Staatsstraße I/46 von Olomouc und Opava. Gegen Nordosten befindet sich ein Windpark.
Nachbarorte sind Horní Žleb im Norden, Nové Dvorce und Horní Loděnice im Nordosten, Těšíkov im Osten, Stachov im Süden, Šternberk im Südwesten sowie Dolní Žleb im Nordwesten. 

## Geschichte
Die erste schriftliche Erwähnung von Lipinye erfolgte 1296 in einer Urkunde über die Zehntansprüche der Pfarrkirche St. Georg in Sternberg. Dabei wurde auch erst- und letztmals das Dorf Ves Ullrichova (Oldřichov) genannt. Es wird angenommen, dass dieses Dorf nach der mährischen Pestepidemie von 1348 nicht wiederbesiedelt wurde. Als Peter Holický von Sternberg 1397 die Herrschaft Sternberg testamentarisch dem späteren mährischen Landeshauptmann Peter von Krawarn († 1434) überließ, war auch Lypyna unter deren Zubehör aufgeführt. Ab 1480 wurde der Ort Lipina genannt. Im ältesten Urbar der Herrschaft Sternberg sind 1515 für Lipina ein Pachtrichter, acht Bauern und sechs Gärtner aufgeführt, die sämtlich tschechische Namen trugen. Unter Karl II. von Münsterberg, der 1570 durch Heirat an die Herrschaft Sternberg gelangt war, erfolgte die Germanisierung des Dorfes. Möglicherweise holte er deutsche Siedler aus der Grafschaft Glatz oder Schlesien ins Land. Seit 1599 war der Ortsname Lippein gebräuchlich. Die Matriken werden seit 1633 in Sternberg geführt. Im Jahre 1646 waren in Liepein der Erbrichter Breger Mayer sowie 13 Bauern, sieben Gärtner und vier Häusler ansässig. Nach dem Tod des Herzogs Karl Friedrich I., von Münsterberg-Oels, mit dem die schlesische Linie der Podiebrader erlosch, folgte ihm 1647 sein Schwiegersohn Silvius I. Nimrod von Württemberg-Oels. Dessen Enkel Silvius II. Friedrich verkaufte 1693 die Herrschaft Sternberg dem Johann Adam Andreas von Liechtenstein. 1752 wurde die neue Poststraße von Sternberg nach Bärn hergestellt. Weitere Namensformen waren im Jahre 1771 Lipinie, Lippinium bzw. Lippen. Die älteste Erwähnung der Schule von Lippein, in der auch die Stachendorfer Kinder unterrichtet wurden, findet sich 1839 bei Gregor Wolny. 1844 entstand die Reichsstraße Sternberg – Freudenthal. Bis zur Mitte des 19. Jahrhunderts blieb der Ort immer zur Fürstlich Liechtensteinischen Herrschaft Sternberg untertänig, das Amt des Erbrichters hatte über 200 Jahre die Familie Mayer inne.
Nach der Aufhebung der Patrimonialherrschaften bildete Lippein/Lipina ab 1850 eine Gemeinde in der Bezirkshauptmannschaft Sternberg. Das Erbgericht wurde fortan als Gasthof genutzt, Besitzer war bis 1945 immer die Familie Neumann. Mit der Nachbargemeinde Stachendorf entwickelte sich seit dieser Zeit ein gemeinschaftliches gesellschaftliches und kulturelles Leben. Im Jahre 1854 hatte Lippein 254 Einwohner. 1867 brannte fast das gesamte Dorf nieder. Im Jahr darauf wurde das neue Schulhaus eingeweiht. Im Jahre 1890 lebten in den 37 Häusern von Lippein 240 Deutsche. Der Friedhof und Karner entstanden 1911. Nach dem Ersten Weltkrieg und dem Zusammenbruch der k.u.k. Monarchie gehörte Lippein ab dem 29. Oktober 1918 zur Provinz Sudetenland und wurde 1919 gegen den Willen der deutschen Bewohner der Tschechoslowakei zugesprochen. Im Jahre 1923 wurde das Dorf an das Elektrizitätsnetz angeschlossen. 1928 zog eine tschechische Familie in den Ort. 1930 hatte das Dorf 228 Einwohner, 1939 waren es 211. 
Nach dem Münchner Abkommen wurde Lippein am 8. Oktober 1938 dem Deutschen Reich zugeschlagen und dem Landkreis Sternberg zugeordnet. Während des Zweiten Weltkrieges wurden auf den Bauernhöfen Zwangsarbeiter aus Polen und der Ukraine eingesetzt. Am 5. Mai 1945 nahm die Rote Armee den Ort ein. Nach dem Ende des Zweiten Weltkriegs kam die Gemeinde wieder zur Tschechoslowakei zurück. Tschechische Siedler kamen in den Ort und der Besitz der Deutschen wurde konfisziert. Im Dezember 1945 lebten in den 61 Häusern von Lipina und Stachov 232 Deutsche und 156 Tschechen. Die meisten deutschen Bewohner wurden 1946 vertrieben. 
1949 wurde der obere Teil des Ortes für den Bau der Verbindungsstraße von Lipina zur Staatsstraße 46 abgetragen. Im selben Jahre erfolgte die Eingemeindung von Stachov. In den 1950er und 1960er Jahren wurde das ursprüngliche Ortsbild durch den Abriss der seit der Vertreibung leerstehenden Häuser verändert, diesem fiel auch das seit dem 16. Jahrhundert bestehende Erbgericht zum Opfer. Im Zuge der Gebietsreform von 1960 wurde der Okres Šternberk aufgehoben und die Gemeinde dem Okres Olomouc zugeordnet. Zugleich erfolgte die Eingemeindung nach Těšíkov. Nach der Schließung der Schule in Těšíkov wurden die dortigen Kinder in den 1960er Jahren nach Lipina umgeschult. Aus diesem Grunde wurde die Schule zu Beginn der 1970er Jahre rekonstruiert, jedoch 1974 bereits geschlossen und zum Kindergarten umgewandelt. Anfang der 1970er Jahre entstanden in Aktion Z ein Kulturhaus und eine Lebensmittelverkaufsstelle. 1974 erfolgte die Eingemeindung nach Šternberk. Wenig später verkaufte die Stadt Verkaufsstelle und Kulturhaus an das Staatsunternehmen Jednota, das letzteres zum Erholungsobjekt umnutzte. Weitere Häuser fielen zwischen 1978 und 1978 der Neutrassierung der Staatsstraße 46 durch das Ortszentrum zum Opfer, das dabei neu gestaltet wurde. Lipina löste sich 1990 wieder von Šternberk los und bildet seither eine eigene Gemeinde. Nach 2000 entstanden entlang der Straße nach Stachov Einfamilienhäuser, so dass beider Orte zusammenwuchsen. Durch Lipina führt das traditionsreiche Bergrennen Ecce Homo.

## Gemeindegliederung
Für die Gemeinde Lipina sind keine Ortsteile ausgewiesen. Grundsiedlungseinheiten sind Lipina (Lippein) und Stachov (Stachendorf).
Das Gemeindegebiet gliedert sich in die Katastralbezirke Lipina u Šternberka und Stachov u Šternberka.

## Sehenswürdigkeiten
- Kapelle Mariä Heimsuchung, erbaut 1838 anstelle eines hölzernen Vorgängerbaus aus dem Jahre 1610
- Ehemaliger Friedhof mit Karner, angelegt 1911
- Gedenkstein für die Gefallenen des Ersten Weltkrieges auf Lippein und Stachendorf, errichtet 1928 vor der Schule
- Steinkreuz in Stachov, nur als Torso erhalten